# Yussra El Abdouni
Yussra El Abdouni, född 12 februari 2003, är en svensk skådespelare.

## Biografi
Yussra El Abdouni är uppvuxen i Masmo utanför Stockholm och blev tidigt intresserad av teater. Som tioåring var hon med i inspelningarna av Ninja Thybergs kortfilm Catwalk, som hade premiär 2015. När hon gick i högstadiet provspelade hon för TV-serien Störst av allt. Rollbesättaren tyckte att hon passade perfekt för den då planerade TV-serien Kalifat för Sveriges Television. Serien handlar om muslimska ungdomar som radikaliserades och vill ansluta sig till Islamiska staten. Yussra El Abdouni är själv troende muslim och tvekade först, för att hon var rädd att den skulle ge en felaktig bild av muslimer i Sverige. Hon tackade ja till rollen och den hade premiär 2020, och hon fick ett omedelbart genombrott.
Hon studerade samhälle och beteendevetenskap på gymnasiet, och skådespelade samtidigt. År 2020 kom filmen Berts dagbok, där hon hade en huvudroll som Berts kärleksintresse Lejla. År 2022 spelade hon en av huvudrollerna i filmen Håkan Bråkan.
Hon har bland annat även varit med i TV-serien Snabba cash och haft huvudroller i komediserien Flykten till Östermalm och skräckkomediserien Ingen ängel.

## Filmografi (i urval)
- 2020 – Kalifat (TV-serie)
- 2020 – Berts dagbok
- 2021 – Snabba cash (TV-serie)
- 2022 – Håkan Bråkan
- 2022–2023 – Alla vi Karlssons (TV-serie)
- 2023 – Flykten till Östermalm (TV-serie)
- 2023 – Ingen ängel (TV-serie)
- 2025 – Håkan Bråkan 003